# Hans Drexler (Mediziner)
Johann Josef Drexler (* 11. September 1955 in Waldershof) ist ein deutscher Arbeitsmediziner und Universitätsprofessor.

## Werdegang
Von 1977 bis 1984 studierte Drexler Medizin an der Friedrich-Alexander-Universität Erlangen-Nürnberg. Nach Tätigkeit als Assistenzarzt in Nürnberg und Augsburg arbeitete Drexler als wissenschaftlicher Assistent und habilitierte im Jahr 1994. Von 1997 bis 2000 war Drexler Universitätsprofessor und Direktor des Instituts für Arbeitsmedizin der Rheinisch-Westfälischen Technischen Hochschule Aachen. Seit dem Jahr 2000 ist Drexler Direktor des Instituts und der Poliklinik für Arbeits-, Sozial- und Umweltmedizin an der Friedrich-Alexander-Universität Erlangen-Nürnberg.
2009 wurde Drexler die Bayerische Staatsmedaille für Verdienste um die Gesundheit verliehen. 2018 erhielt er das Verdienstkreuz am Bande des Verdienstordens der Bundesrepublik Deutschland.

## Mitgliedschaften
Hans Drexler ist stellvertretender Vorsitzender der ständigen Senatskommission zur Prüfung gesundheitsschädlicher Arbeitsstoffe der Deutschen Forschungsgemeinschaft. Innerhalb der Kommission leitet er die Arbeitsgruppe „Aufstellung von Grenzwerten in biologischem Material“, die unter anderem arbeitsmedizinisch-toxikologische Begründungen für biologische Arbeitsstoff-Toleranzwerte und biologische Arbeitsstoff-Referenzwerte erarbeitet.
Zudem ist Drexler Präsident der Deutschen Gesellschaft für Arbeitsmedizin und Umweltmedizin.